# Наярада (Монтана)
Наярада (англ. Niarada) — переписна місцевість (CDP) в США, в округах Флетгед, Лейк і Сендерс штату Монтана. Населення — 28 осіб (2020).

## Географія
Наярада розташована за координатами 47°49′51″ пн. ш. 114°33′28″ зх. д. / 47.83083° пн. ш. 114.55778° зх. д. (47.830889, -114.557706).  За даними Бюро перепису населення США в 2010 році переписна місцевість мала площу 128,39 км², уся площа — суходіл.

## Демографія
Згідно з переписом 2010 року, у переписній місцевості мешкало 27 осіб у 13 домогосподарствах у складі 9 родин. Густота населення становила 0 осіб/км².  Було 18 помешкань (0/км²).
Расовий склад населення:
| - 48,1 % — білих - 37,0 % — корінних американців |

До двох чи більше рас належало 14,8 %. Частка іспаномовних становила 0,0 % від усіх жителів.
За віковим діапазоном населення розподілялося таким чином: 25,9 % — особи молодші 18 років, 55,6 % — особи у віці 18—64 років, 18,5 % — особи у віці 65 років та старші. Медіана віку мешканця становила 47,8 року. На 100 осіб жіночої статі у переписній місцевості припадало 68,8 чоловіків;  на 100 жінок у віці від 18 років та старших — 66,7 чоловіків також старших 18 років.
Цивільне працевлаштоване населення становило 6 осіб. Основні галузі зайнятості: публічна адміністрація — 50,0 %, сільське господарство, лісництво, риболовля — 50,0 %.